# Ángel Perdomo
Ángel Perdomo Bello (San Carlos, Santo Domingo, 1818 / Santo Domingo,  26 de febrero de 1881) fue un militar dominicano, considerado como uno de los próceres de la independencia de la República Dominicana.  Como teniente general asumió el cargo de Jefe del Batallón de Artillería de la Guerra Independentista del año 1844.

## Biografía
Ángel Perdomo Bello nació en 1818 en San Carlos de Santo Domingo, hijo de Timoteo Perdomo (nat. de Islas Canarias, España) y de Dorotea Bello.  Durante el Gobierno de la Ocupación Haitiana ingresó en la milicia y participó en la lucha por la Independencia Nacional.  Trabajó como armero y preparó balas para los próceres que participaron en la proclamación de la República, el 27 de febrero de 1844, actuando como Jefe del Batallón de Artillería. También preparó la artillería en el "Fuerte de la Concepción". Su hermano, Agustín Perdomo, fue también un decidido Febrerista.
Murió el 26 de febrero del 1881 en Santo Domingo, tras sufrir quemaduras graves rescatando a personas en el Polvorín de la "Fortaleza de Santo Domingo", al ocurrir un fuego mientras se preparaban fuegos artificiales en la víspera de la celebración de la Independencia de la República.  Su gesta heroica le costó la vida.
Sus restos están sepultados en el Panteón Nacional de la República Dominicana junto a los demás próceres independentistas dominicanos.

### Vida personal
Ángel Perdomo contrajo matrimonio con Juana Bautista Lugo Cotes (1827-1897) y tuvo 6 hijos.  También se destacó como pintor y tallista.  Uno de sus hijos, Ángel Perdomo Lugo (1859-1935), quien casó con Altagracia Canal de Perdomo, fue uno de los escultores dominicanos más importantes de finales del siglo XIX y principios del siglo XX.